# Карасёв, Александр Владимирович
Алекса́ндр Влади́мирович Карасёв (род. 1971) — русский писатель, автор книг «Чеченские рассказы», «Парк Победы».

## Биография
Родился в 1971 году в Краснодаре в семье инженера. После срочной службы в Советской армии окончил юридический факультет Кубанского филиала МЭГУ, исторический и юридический факультеты КубГУ, прошёл курс военной кафедры.
В разное время работал слесарем, преподавателем, юристом и др. В 90-е годы два раза поступал в Иностранный легион.
С началом второй чеченской войны поступил командиром взвода в полк оперативного назначения ВВ, принимал участие в боевых действиях, в том числе в бою под Сержень-Юртом 23 апреля 2000 г. Старший лейтенант.
Первая публикация — статья в журнале «Солдат удачи» с анализом опыта службы на взводных опорных пунктах в условиях контрпартизанской войны (№ 11, 2001) — статья была использована при написании нового боевого устава.
С 2003 года печатается в российских литературных журналах. Автор книги «Чеченские рассказы».
В 2007 году из Краснодара переехал в Санкт-Петербург.
В 2015—2017 гг. как доброволец служил офицером в НМ ДНР, выполнял боевые задачи.
Один из наиболее ярких представителей современной русской военной прозы. Многими критиками проза Александра Карасёва была отнесена к направлению «новый реализм», что сам писатель отрицал.
Как публицист выступал с острой критикой современного российского литературного процесса.
Рассказы А. Карасёва изучаются в школах и вузах в рамках русской военной и русской современной прозы, переведены на хинди и башкирский язык.

## Книги
- Чеченские рассказы. Большая сборка — война и мир (Парк Победы. Роман в рассказах) Архивная копия от 9 августа 2020 на Wayback Machine. — Екб.: Издательские решения, 2024. — ISBN 978-5-0050-4800-4.
- Чеченские рассказы. Малая сборка — война. — Екб.: Издательские решения, 2024. — ISBN 978-5-4483-2388-1; Чеченские рассказы. Архивная копия от 21 февраля 2020 на Wayback Machine Полная авторская версия. — Екб.: Издательские решения, 2020. — ISBN 978-5-4483-2388-1.
- Орёл Шестого легиона. Рассказы (Два капитана. Рассказы) Архивная копия от 27 августа 2018 на Wayback Machine. — Екб.: Издательские решения, 2024. — ISBN 978-5-4490-6866-8.
- Предатель. Рассказы Архивная копия от 27 августа 2018 на Wayback Machine. — Екб.: Издательские решения, 2024. — ISBN 978-5-4490-5967-3.
- Эльвира. Повесть. — Graz: Mosquito, 2014; Эльвира Архивная копия от 12 августа 2020 на Wayback Machine. — Екб.: Издательские решения, 2019. — ISBN 978-5-0050-5916-1.
- Предатель. — Уфа: Вагант, 2011. — ISBN 978-5-9635-0344-7.[11][27][28]
- Чеченские рассказы. — М.: Литературная Россия, 2008. — ISBN 978-5-7809-0114-3.

## В сборниках
- «Запах сигареты». Повесть[* 2] — Новые писатели. — М.: Книжный сад, 2004[31].
- «Запах сигареты» — Современная литература народов России. — М.: Пик, 2005. — Т. 4. Кн. 2. — (Проза). — ISBN 5-7358-0288-7. Архивировано 17 апреля 2013 года.
- «Лихолат», «Ферзь», «На войне как на войне» («Воин»), «Звёздный час Луноходова», «Хорошо быть Захаровым». Чеченские рассказы — Народ мой — большая семья: Литература наших дней. — М.: Литературная Россия, 2007. — С. 107—128. — ISBN 978-5-7809-0111-2. Архивировано 10 января 2014 года.
- «Борзяков», «Два капитана», «Ваня», «Предатель». Рассказы — Четыре шага от войны. — СПб.: Лимбус Пресс, 2010. — ISBN 978-5-8370-0538-1[32][33][34].
- «Серёжки». Рассказ — Дары волхвов 2.0. — Нью-Йорк: Премия им. О. Генри «Дары волхвов», 2012. Архивировано 27 января 2012 года.
- «Завещание поручика Куприна». Архивная копия от 27 августа 2013 на Wayback Machine Вступительная статья — Александр Куприн. Гранатовый браслет. Повести. — Харьков: Книжный Клуб «Клуб Семейного Досуга»; Белгород: Книжный клуб «Клуб Семейного Досуга», 2013. — 416 с.: ил. — (Серия «Великие шедевры мировой классики»). — ISBN 978-5-9910-2265-1[35][* 3].

## Интервью
- Нужна основательная встряска (Архивная копия от 9 июля 2021 на Wayback Machine) (2007).
- Критик — это как в армии замполит (Архивная копия от 9 июля 2021 на Wayback Machine) (2007).
- Армия дала мне самые острые эмоции (Архивная копия от 9 июля 2021 на Wayback Machine) (2008).
- От объяснительной к рассказу (Архивная копия от 9 июля 2021 на Wayback Machine) (2009).
- Любая настоящая проза может быть только на одну тему — тему любви (Архивная копия от 14 сентября 2019 на Wayback Machine) (2018).
- Писатель и война (Архивная копия от 9 июля 2021 на Wayback Machine) (2019).
- Что сегодня происходит с литературой в России? (Архивная копия от 20 февраля 2022 на Wayback Machine) (2022).

## Премии
- Премия им. Е. Ф. Степановой за цикл «Чеченские рассказы» (Краснодарский край, 2005)[38].
- Премия Международного конкурса «Литературной России» за цикл «Чеченские рассказы» (2007)[39].
- Бунинская премия за книгу «Чеченские рассказы» (2008)[40][41].
- Вторая премия им. О. Генри «Дары волхвов» за рассказ «Серёжки»[42] (Нью-Йорк, 2010)[43][44].